# تام آلن (بازیکن فوتبال)
تام آلن (انگلیسی: Tom Allan؛ زادهٔ ۳۰ اکتبر ۱۹۹۴) بازیکن فوتبال اهل بریتانیا است.
از باشگاه‌هایی که در آن بازی کرده‌است می‌توان به باشگاه فوتبال یورک سیتی، باشگاه فوتبال هاکنال تاون، باشگاه فوتبال فارسلی سلتیک، باشگاه فوتبال اسکاربرو اتلتیک، باشگاه فوتبال گیتزهد، باشگاه فوتبال آلفرتون تاون، و باشگاه فوتبال هروگیت تاون اشاره کرد.